# Vorona
Vorona (malgaskie „ptak”, V. berivotrensis, „z Berivotra”) – wymarły monotypowy rodzaj ptaka. Został opisany na podstawie skamieniałości znalezionych w kamieniołomie w formacji Maevarano w pobliżu wioski Berivotra, w prowincji Mahajanga na Madagaskarze. Żył w późnej kredzie, najprawdopodobniej w kampanie (70,6–83,5 MLT). V. berivotrensis jest znany z rozproszonych skamieniałości, być może jednego osobnika (UA 8651 i FMNH PA715).
Powiązania filogenetyczne rodzaju Vorona są trudne do określanie z powodu fragmentaryczności szczątków oraz obecności cech prymitywnych i współczesnych. Vorona może być prymitywnym przedstawicielem Ornithuromorpha.
Vorona jest czasem mylona z dromeozaurem Rahonavis ostromi, którego skamieniałości znaleziono na tym samym stanowisku. Ta pomyłka doprowadziła do błędnego poglądu, że Vorona miała sierpowate pazury, tak jak deinonychozaury.